# Etan Thomas
Etan Thomas (Harlem, 1 de abril de 1978) é um ex-jogador norte-americano de basquete profissional que atuou na  National Basketball Association (NBA). Foi o número 12 do Draft de 2000.

## Carreira

### Faculdade
De 1996 a 2000, Thomas jogou basquete universitário na Syracuse University , onde obteve uma média de 11 pontos por jogo e quase 7 rebotes por jogo e se formou em administração de empresas.  Em sua segunda temporada ele foi nomeado o [[Jogador mais aprimorado do basquete masculino da Big East Conference. Em seus anos júnior e sênior ele foi nomeado Jogador defensivo do ano de basquete masculino da Big East Conference. No final de sua carreira em Syracuse, Thomas foi escolhido em 12º lugar geral no Draft da NBA de 2000 pelo Dallas Mavericks. Ele também jogou basquete na Booker T. Washington High School em Tulsa, OK, onde foi companheiro de equipe de De'mond Parker, R.W. McQuarters e Ryan Humphrey.

### Carreira profissional
Em 2001, sem nunca ter jogado pelo Mavericks, ele foi negociado com o Washington Wizards. Ele teve uma média de 4,3 pontos e 3,9 rebotes ao longo da temporada 2001-02.

## Vida pessoal
Ele é batista, membro da Primeira Igreja Batista de Glenarden e está envolvido na facilitação de fóruns de jovens.